# Oxyopes lepidus
Oxyopes lepidus är en spindelart som först beskrevs av John Blackwall 1864.  Oxyopes lepidus ingår i släktet Oxyopes och familjen lospindlar. Inga underarter finns listade i Catalogue of Life.